# عبد المحسن السرداح
هو الأمير أبوبراك عبدالمحسن بن سرداح بن عبيدالله بن غرير بن عثمان بن سعدون بن ربيعة آل حميد الخالدي هو الأميرُ الحادي عشر للإمارة الخالدية بحكمِ أمر الواقع، في عهده تواجد صراعٌ داخليّ على السُّلطة مع ابن أخته زيد أدى إلى تمزق الإمارة إلى فريقين فريقٌ موالي له وفريقٌ مواليًا لزيد.

### فهرس المراجع
1. ↑  الخالدي (2010)، ص. 138.

### بيانات المراجع
الكُتُب مُرتَّبة حَسب تاريخ النَّشر
- محمد يوسف الخالدي (2010)، قبيلة بني خالد في الجزيرة العربية: دراسة تاريخية عن ذرية خالد بن الوليد المخزومي (ط. 1)، بيروت: الدار العربية للموسوعات، LCCN:2010322892، OCLC:525242376، OL:25075738M، QID:Q116257101

| عبد المحسن السرداح  |                                      |                   |
| سبقه سعدون بن عريعر | أُمراء دولة بني خالد الأولى 1789-1785 | تبعه زيد بن عريعر |